# Declaració de Seneca Falls

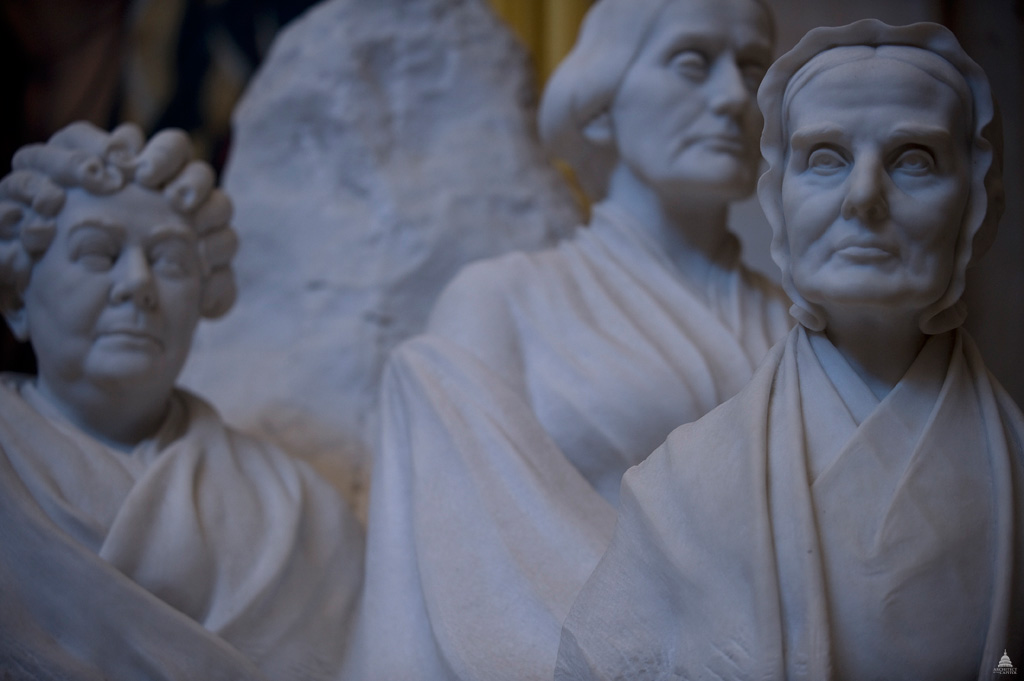
Capitoli. Monument a Lucretia Mott, Elizabeth Cady Stanton i Susan B. Anthony

La Declaració de Seneca Falls, també coneguda com la Declaració de Sentiments i Resolucions de Seneca Falls, és el document resultant de la convenció celebrada el 19 i 20 de juliol de 1848 signat per seixanta-vuit dones i trenta-dos homes de diversos moviments i associacions polítiques de tarannà liberal i propers als cercles abolicionistes, liderades per Elizabeth Cady Stanton i Lucretia Mott per estudiar les condicions i drets socials, civils i religiosos de la dona.
Va ser Elizabeth Cady Stanton qui es va encarregar de redactar la declaració de principis i les resolucions que finalment es van aprovar. En la seva redacció va adoptar la forma de la Declaració d'Independència (EUA, 1776) amb la qual cosa va aconseguir carregar-la amb una poderosa força de convicció i de significat històric.
La declaració es va enfrontar a les restriccions polítiques: no poder votar, ni presentar-se a eleccions, ni ocupar càrrecs públics, ni afiliar-se a organitzacions polítiques o assistir a reunions polítiques. Anava també contra les restriccions econòmiques: la prohibició de tenir propietats, ja que els béns eren transferits al marit; la prohibició de dedicar-se al comerç, tenir negocis propis o obrir comptes corrents i s'expressava en contra de la negació de drets civils o jurídics per a les dones.
Consta de dotze decisions i inclou dos grans apartats: les exigències per aconseguir la ciutadania civil per a les dones i els principis que han de modificar els costums i la moral. Onze de les decisions van ser aprovades per unanimitat i la número dotze, la que fa referència al vot, per una petita majoria.
És considerada com el text fundacional del feminisme com a moviment social. Va ser una de les expressions col·lectives del feminisme contemporani a diferència de textos anteriors com la Declaració dels Drets de la Dona i de la Ciutadana (1791) d'Olympe de Gouges o Vindicació dels drets de la dona de Mary Wollstonecraft.

## Traducció del text de la Declaració[n. 1]

### Declaració de sentiments
Quan, en el desenvolupament de la història, un sector de la humanitat es veu obligat a assumir una posició diferent de la qual fins llavors ha ocupat, però justificada per les lleis de la naturalesa i de l'entorn que Déu li ha lliurat, el respecte merescut per les opinions humanes exigeix que es declarin les causes que impulsen cap a tal empresa.
Mantenim que aquestes veritats són evidents: que tots els homes i dones són creats iguals; que estan dotats pel Creador de certs drets inalienables, entre els quals figuren la vida, la llibertat i l'obstinació de la felicitat; que per assegurar aquests drets són establerts els governs, els justs poders dels quals deriven del consentiment dels governats. Sempre que una forma de govern atempti contra aquestes finalitats, el dret dels quals sofreixen per això consisteix a negar-li la seva lleialtat i reclamar la formació d'un nou, les bases del qual s'assenteixen en els principis esmentats i els poders dels quals s'organitzin de la manera que els sembli més adequada per a la seva seguretat i felicitat.
La prudència imposarà, certament, que els governs llargament establerts no haguessin de ser substituïts per motius intranscendents i passatgers, i conseqüentment, l'experiència ha mostrat que l'ésser humà està més disposat a sofrir, quan els mals són suportables, que a corregir-los mitjançant l'abolició dels sistemes de govern als quals està acostumat. No obstant això, quan una llarga cadena d'abusos i usurpacions, que invariablement persegueixen el mateix objectiu, mostra la intenció de sotmetre a la humanitat a un despotisme absolut, el deure aquesta consisteix a derrocar semblant govern i preparar-se a defensar la seva seguretat futura. Tal ha estat la pacient tolerància de les dones respecte a aquest govern i tal és ara la necessitat que les empeny a exigir la igualtat al fet que tenen dret.
La història de la humanitat és la història de les repetides vexacions i usurpacions perpetrades per l'home contra la dona, amb l'objectiu directe d'establir una tirania absoluta sobre ella. Per demostrar-ho anem a presentar-li aquests fets a l'ingenu món.
- Mai li ha permès que la dona gaudeixi del dret inalienable del vot.
- L'ha obligat a acatar lleis en l'elaboració de les quals no ha tingut participació alguna.
- Li ha negat drets reconeguts als homes més ignorants i immorals, punt americans com a estrangers.
- Havent-la privat d'aquest primer dret com a ciutadà, el del sufragi, i havent-la deixat; per punt, sense representació en les assemblees legislatives, l'ha oprimit pertot arreu.
- Si està casada, l'ha convertit civilment morta, davant els ulls de la llei.
- L'ha despullat de tot dret de propietat, fins i tot als jornals que ella mateixa gana.
- L'ha convertit en un ser moralment irresponsable, ja que, amb la sola condició que no siguin comesos davant el marit, pot perpetrar tota mena de delictes. En el contracte de matrimoni se li exigeix obediència al marit, convertint-se aquest, amb caràcter general, en el seu amo, ja que la llei li reconeix el dret de privar-li de llibertat i sotmetre-la a càstigs.
- Ell ha disposat les lleis del divorci de tal manera que no es té en compte la felicitat de la dona, tant a les seves raons veritables i, en cas de separació, respecte a la designació de qui ha d'exercir la custòdia dels fills, com en què la llei suposa, en tots els casos, la supremacia de l'home i deixa el poder a les seves mans.
- Després d'haver despullat a les dones casades de tots els seus drets, ha gravat a la soltera que posseeix fortuna amb impostos destinats a sostenir un govern que no la reconeix més que quan els seus béns poden proporcionar-li beneficis.
- Ha monopolitzat gairebé totes les ocupacions lucratives i en aquells en els quals se'ls permet accedir, les dones no reben més que una remuneració misérrima. Li ha tancat tots els camins que condueixen a la fortuna i a la distinció, perquè els considera més honrosos per si mateix. I a la dona no la hi admet com a professora de teologia, medicina i lleis.
- Li ha negat l'oportunitat de rebre una educació completa, tancant-li l'accés a totes les universitats.
- Només li permet exercir funcions subordinades tant a l'Església com en l'Estat, defensant l'autoritat apostòlica que l'exclou del sacerdoci i, excepte explicades excepcions, de tota participació pública en assumptes de l'Església.
- Ha creat un equivocat sentiment públic oferint al món un codi moral diferenciat per a homes i dones, segons el qual els mateixos delictes morals que exclouen a la dona de la societat no només són tolerats en l'home, sinó que a més en ells es consideren poc greus.
- Ha usurpat les prerrogatives del propi Jehová pretenent que té dret a assignar a la dona la seva esfera d'acció pròpia sense tenir en compte que aquest dret pertany a la seva pròpia consciència i al seu Déu.
- Ell ha tractat per tots els mitjans possibles de destruir la confiança de les dones en les seves pròpies capacitats, reduint la seva autoestima i conduint-la a una vida depenent i miserable.

Ara, en vista de situació en què viu la meitat de la població a la qual se li nega el reconeixement dels seus drets i se li sotmet a una degradació social i religiosa, en vista de les lleis injustes més amunt esmentades i perquè les dones se senten vexades, oprimides i fraudulentament desposseïdes dels seus drets més sagrats, insistim que se'ls han de reconèixer immediatament tots els drets i privilegis que els pertanyen com a ciutadanes dels Estats Units.
En emprendre la gran tasca que tenim davant nosaltres, albirem no poques interpretacions errònies, tergiversacions i escarns, per aconseguir el nostre objectiu hem d'utilitzar tots els mitjans al nostre abast. Utilitzarem representants, difondrem fullets, presentarem les nostres peticions a l'Estat i a les legislatures nacionals, i ens esforçarem per aconseguir que púlpits i premsa estiguin del nostre costat. Esperar que a aquesta Convenció li segueixin altres convencions en tot el país.

### Resolucions
CONSIDERANT: Que està convingut que el gran precepte de la naturalesa consisteix que "l'home ha de perseguir la seva veritable felicitat". Blackstone  insisteix en els seus {Comentaris} que aquesta llei de la naturalesa, coetània a la humanitat i dictada pel mateix Déu, és per descomptat superior a cap altra. Obliga en qualsevol lloc del globus, en tots els països i en tots els temps; invalida a qualsevol llei humana que la contradigui, i per això constitueix l'origen mitjà i immediat de l'autoritat i validesa de totes elles; en conseqüència:
DECIDIM: Que totes aquelles lleis que entorpeixin la veritable i substancial felicitat de la dona, són contràries al gran precepte de la naturalesa i no tenen validesa, perquè aquest precepte té primacia sobre qualsevol altre.
DECIDIM: Que la dona és igual a l'home, que així va ser establert pel Creador i que pel bé de la raça humana exigeix que sigui reconeguda com a tal.
DECIDIM: Que les dones d'aquest país han de ser instruïdes en les lleis vigents, que no han d'acceptar la seva degradació, manifestant-se satisfetes amb situació o amb la seva ignorància i afirmant que gaudeixen de tots els drets als quals aspiren.
DECIDIM: Que posat que l'home pretén ser superior intel·lectualment i admet que la dona ho és moralment, és preeminent deure seu animar-la al fet que parli i prediqui quan tingui oportunitat en totes les reunions religioses.
DECIDIM: Que la mateixa proporció de virtut, delicadesa i refinament en el comportament que s'exigeix a la dona en la societat, sigui exigit a l'home, i les mateixes infraccions siguin jutjades amb igual severitat, tant en l'home com en la dona.
DECIDIM: Que l'acusació de falta de delicadesa i de decoro de la qual sovint és acusada la dona quan es manifesta públicament, prové sense gràcia alguna dels mateixos que amb la seva presència l'animen a actuar en escenaris, concerts i festes circenses.
DECIDIM: Que la dona s'ha mantingut satisfeta durant massa temps dins d'uns límits determinats que uns costums corromputs i una tergiversada interpretació de les sagrades Escriptures han assenyalat per a ella, i que ja és hora que es mogui en el mitjà més ampli que el creador li ha assignat. 
DECIDIM: Que és deure les dones d'aquest país assegurar-se el sagrat dret del vot.
DECIDIM: Que la igualtat dels drets humans és conseqüència del fet que tota la raça humana és idèntica quant a capacitat i responsabilitat.
DECIDIM, PER PUNT: Que havent-li assignat el Creador a la dona les mateixes aptituds i el mateix sentit de responsabilitat que a l'home perquè els exerciti, a ella li corresponen el dret i el deure promoure les causes justes amb mitjans també justs; i, especialment pel que fa a les grans causes de la moral i la religió, li correspon el dret a ensenyar, amb ell, als seus germans, tant en públic com en privat, per escrit i de viva veu, mitjançant tot l'instrument útil, i en tota assemblea que valgui la pena celebrar; i, sent aquesta una veritat derivada dels principis divinament implantats en la naturalesa humana, qualsevol hàbit o autoritat, moderna o amb venerable pretensió d'antiguitat, que s'oposi a ella, ha de ser considerada com una evident falsedat, contrària a la humanitat.

## Signants de la declaració
Noms de les dones i els homes signataris:
- Lucretia Mott
- Harriet Cady Eaton - germana d'Elizabeth Cady Stanton
- Margaret Pryor (1785-1874) - Reformista quàquera
- Elizabeth Cady Stanton
- Eunice Newton Foote
- Mary Ann M'Clintock (1800-1884) - Reformista quàquera germana de Margaret Pryor
- Margaret Schooley
- Martha C. Wright (1806–75) - Reformista quàquera, germana de Lucretia Mott
- Jane C. Hunt (1812-1889)
- Amy Post
- Catherine F. Stebbins
- Mary Ann Frink
- Lydia Hunt Mount - well-off Quaker widow
- Delia Matthews
- Catharine C. Paine
- Elizabeth W. M'Clintock - filla de Mary Ann M'Clintock
- Malvina Seymour
- Phebe Mosher
- Catherine Shaw
- Deborah Scott
- Sarah Hallowell
- Mary M'Clintock - filla de Mary Ann M'Clintock[5]
- Mary Gilbert
- Sophrone Taylor
- Cynthia Davis
- Hannah Plant
- Lucy Jones
- Sarah Whitney
- Mary H. Hallowell
- Elizabeth Conklin
- Sally Pitcher
- Mary Conklin
- Susan Quinn
- Mary S. Mirror
- Phebe King
- Julia Ann Drake
- Charlotte Woodward (c.1830-1921) - the only signer who lived to see the 19th amendment though illness apparently prevented her from ever voting.[6]
- Martha Underhill - her nephew also signed
- Eunice Barker
- Sarah R. Woods
- Lydia Gild
- Sarah Hoffman
- Elizabeth Leslie
- Martha Ridley
- Rachel D. Bonnel (1827-)
- Betsey Tewksbury
- Rhoda Palmer (1816-1919) - l'única dona que va aconseguir votar legalment en 1918 quan es va aprovar a Nova York el sufragi femení.[7]
- Margaret Jenkins
- Cynthia Fuller
- Mary Martin
- P.A. Culvert
- Susan R. Doty
- Rebecca Race (1808-1895) -
- Sarah A. Mosher
- Mary I. Vail - daughter of Lydia Mount
- Lucy Spalding
- Lavinia Latham (1781-1859)
- Sarah Smith
- Maria I. Wilbur
- Elizabeth D. Smith
- Caroline Barker
- Ann Porter
- Experience Gibbs
- Antoinette I. Segur
- Hannah J. Latham - filla de Lavinia Latham
- Sarah Sisson

Els homes que van signar a favor del moviment:
- Richard P. Hunt (1796-1856) - marit de Jane C. Hunt, germà de Lydia Mount i Hannah Plant, també signataris
- Samuel D. Tillman
- Justin Williams
- Elisha Foote
- Frederick Douglass
- Henry W. Seymour
- Henry Seymour
- David Salding
- William G. Barker
- Elias J. Doty
- John Jones
- William S. Dell (1801-1865) - oncle de Rachel Dell Bonnel, signatari
- James Mott (1788-1868) - marit de Lucretia Mott
- William Burroughs
- Robert Smalldridge
- Jacob Matthews
- Charles L. Hoskins
- Thomas M'Clintock - marit de Mary Ann M'Clintock
- Saron Phillips
- Jacob Chamberlain (1802-1878) - Metodista Episcopal i més tard membre de la Cambra de Representants dels EUA.
- Jonathan Metcalf
- Nathan J. Milliken
- S.I. Woodworth
- Edward F. Underhill (1830-1898) - la seva tia va ser Martha Barker Underhill, també signatària
- George W. Pryor - fill de Margaret Pryor que també va signar
- Joel Búnquer
- Isaac Van Tassel
- Thomas Dell (1828-1850) - fill de William S. Dell i primer de Rachel Dell Bonnel, tots dos signataris.
- I.W. Capron
- Stephen Shear
- Henry Hatley
- Azaliah Schooley